# Vòng loại Giải vô địch bóng đá trong nhà thế giới 1992 khu vực châu Á
Vòng loại Giải vô địch bóng đá trong nhà thế giới 1992 khu vực châu Á được tổ chức tại Hồng Kông từ ngày 1 tháng 5 đến 3 tháng 5 năm 1992.

## Bốc thăm
| Bảng A                       | Bảng B           |
| ---------------------------- | ---------------- |
| Thái Lan Trung Quốc Nhật Bản | Iran Kuwait Oman |

## Vòng bảng

### Bảng A
| Đội        | Pld | W | D | L | GF | GA | GD  | Pts |
| ---------- | --- | - | - | - | -- | -- | --- | --- |
| Trung Quốc | 2   | 2 | 0 | 0 | 21 | 9  | +12 | 4   |
| Nhật Bản   | 2   | 1 | 0 | 1 | 9  | 13 | -4  | 2   |
| Thái Lan   | 2   | 2 | 0 | 2 | 9  | 17 | -8  | 0   |

| Trung Quốc | 9 – 4 | Nhật Bản |
| ---------- | ----- | -------- |
|            |       |          |

| Trung Quốc | 12 – 5 | Thái Lan |
| ---------- | ------ | -------- |
|            |        |          |

| Nhật Bản | 5 – 4 | Thái Lan |
| -------- | ----- | -------- |
|          |       |          |

### Bảng B
| Đội    | Pld | W | D | L | GF | GA | GD  | Pts |
| ------ | --- | - | - | - | -- | -- | --- | --- |
| Iran   | 2   | 2 | 0 | 0 | 25 | 8  | +17 | 4   |
| Oman   | 2   | 1 | 0 | 1 | 14 | 9  | +5  | 2   |
| Kuwait | 2   | 2 | 0 | 2 | 9  | 31 | -22 | 0   |

| Oman | 12 – 3 | Kuwait |
| ---- | ------ | ------ |
|      |        |        |

| Kuwait | 6 – 19 | Iran |
| ------ | ------ | ---- |
|        |        |      |

| Iran | 6 – 2 | Oman |
| ---- | ----- | ---- |
|      |       |      |